# Segelfluggelände Vaihingen an der Enz

i7
i11
i13
Das Segelfluggelände Vaihingen an der Enz liegt in der Stadt Vaihingen an der Enz im Landkreis Ludwigsburg in Baden-Württemberg, etwa 1,2 km östlich des Zentrums von Vaihingen an der Enz.

## Flugbetrieb
Das Segelfluggelände ist mit einer westlich gelegenen, 250 m langen und 30 m breiten Start- und Landebahn aus Gras (Richtung 08/26) und mit einer östlich gelegenen, 250 m langen und 30 m breiten Start- und Landebahn aus Gras (Richtung 09/27) ausgestattet. Die beiden Start- und Landebahnen sind räumlich getrennt. Die 1150 m lange Seilauslegebahn (Richtung 09/27) erstreckt sich über beide Start- und Landebahnen. Das Segelfluggelände besitzt eine Betriebszulassung für Segelflugzeuge (auch mit Hilfsantrieb), Motorsegler und dreiachsgesteuerte Ultraleichtflugzeuge. Der Start von Segelflugzeugen erfolgt per Windenstart. Flugzeugschleppbetrieb ist nicht gestattet. Eigenstarts und Landungen von motorgetriebenen Luftfahrzeugen dürfen nur auf der östlichen Bahn 09/27 stattfinden. Der Halter und Betreiber des Segelfluggeländes ist der Flugsportverein Vaihingen an der Enz e. V.

## Geschichte
Der Flugsportverein Vaihingen an der Enz e. V. wurde im Mai 1951 gegründet.